# Джэдэй
Джэдэй, Чжетай (монг. Жэдэй) — монгольский военачальник, один из нойонов-тысячников Чингисхана, в дальнейшем служивший при сыне последнего Толуе. Происходил из племени мангут. 

## Биография
По «Сокровенному сказанию монголов», Джэдэй попал на службу к Чингисхану (тогда ещё Тэмуджину) после решения того основать собственный улус. В персидской летописи XIV века «Джами ат-таварих» о происхождении Джэдэя приводится следующий рассказ: в то время, когда Чингисхан враждовал с родом тайджиутов, в племени мангут было трое братьев, двое из которых желали присоединиться к тайджиутам, за что однажды были осуждены младшим. Разгневанные братья сговорились и убили его, а всё имущество и скот, принадлежавшие тому, разграбили. У убитого остался сын, бывший к тому времени ещё младенцем, и родственники его матери, происходившией из баргутов, забрали мальчика себе. Старшие братья собирались убить и племянника, но родственники спрятали мальчика в ворохе шерсти, и те не смогли найти его. Спустя некоторое время братоубийцы снова попытались отыскать ребёнка, но не нашли, так как на этот раз он был спрятан под котлом. 
Спасённого мальчика назвали Джэдэем. После ослабления тайджиутов и союзных им племён баргуты передали Джэдэя Чингисхану; в дальнейшем, когда тайджиуты были полностью покорены, Чингисхан приказал отдать Джэдэю часть урутов и мангутов в качестве рабов. 
Уже после образования Монгольской империи, раздавая привилегии своим сподвижникам, Чингисхан приставил Джэдэя к своему младшему сыну Толую. Примечательно, что вместе с Джэлмэ и супругой Борохула Алтани Джэдэй однажды спас Толую жизнь: так, согласно «Сокровенному сказанию монголов», татарин Харгил-Шира, спасшийся после разгрома своего племени, под видом бродяги пробрался в юрту матери Чингисхана Оэлун; когда же в юрту зашёл маленький Толуй, Харгил-Шира схватил его и вытащил нож, собираясь зарезать. Находившаяся рядом Алтани подняла крик, и услышавшие её Джэдэй и Джэлмэ, вооружившись топором и ножом, убили Харгил-Ширу. 
В дальнейшем Джэдэй состоял приближённым при супруге Толуя Сорхахтани-бэки и её детях.
Точная дата смерти Джэдэя в источниках не указывается. Известно, что в ханствование Угэдэя он был ещё жив, однако ко времени правления Хубилая место Джэдэя уже занимал его сын Мангудай.